# 布拉德爾
布拉德爾（荷蘭語：Bladel）是荷蘭的一個市鎮，位於荷蘭南部，在行政區劃上屬於北布拉班特省。

## 外部連結
- 维基共享资源上的相關多媒體資源：布拉德爾
- Official website （页面存档备份，存于）